# 兇猛吻趾獅子魚
兇猛吻趾獅子魚，為輻鰭魚綱鮋形目杜父魚亞目獅子魚科的其中一種，分布於東北太平洋美國奧勒岡州外海海域，棲息深度約2884公尺，為深海底棲性魚類，體長可達24公分，屬肉食性，生活習性不明。

## 擴展閱讀
維基物種上的相關：兇猛吻趾獅子魚